# Sultan Samma
Sultan Samma là một cầu thủ bóng đá người Indonesia hiện tại thi đấu cho Borneo F.C. ở Liga 1 ở vị trí tiền đạo.

## Danh hiệu
Sriwijaya
Winner
- Indonesian Inter Island Cup: 2012